# Stenothoides uenoi
Stenothoides uenoi är en kräftdjursart som beskrevs av Gurjanova 1938. Stenothoides uenoi ingår i släktet Stenothoides och familjen Stenothoidae. Inga underarter finns listade i Catalogue of Life.